# Stephanocyathus regius
Espèce
Statut CITES
Stephanocyathus regius est une espèce de coraux appartenant à la famille des Caryophylliidae. Selon la base de données WoRMS, Stephanocyathus regius fait partie du sous-genre Stephanocyathus (Stephanocyathus) Seguenza, 1864.